# エキサイター (音響機器)
エキサイター（Exciter）は、主に音響関連の用語として、音に明瞭感や存在感を与える効果をもたらすエフェクターや装置を指す。
具体的には、音の倍音成分を強調したり高音域に倍音成分を加えて、音に明瞭感と存在感を与えるので、ハーモニックエキサイターという。
位相をわずかにずらすことで、音に奥行きや広がりを出すしたり、音の輪郭を際立たせ、より聴き取りやすくするフェーズエキサイターもある。

## エキサイターの主な用途と効果
- 音の明瞭感向上 - 音に倍音を加えて高域を強調することで、音の輪郭がはっきりし、より聴き取りやすくなります。
- 存在感の向上 - 奥に埋もれがちな音を前面に出し、全体的な音のバランスを整えます。
- 音色変化の最小化 - EQなどで高域を直接ブーストするよりも、元の音色をほとんど変えずに自然な音の強化が可能です。